# 온센촌 (시마네현)
온센촌(温泉村)은 시마네현 니타군에 있던 촌이다. 현재의 운난시에 해당한다.